# Плзењско пиво
Плзењско пиво односно Pilsner Urquell (чеш. Plzeňský prazdroj) је лагер пиво које прави пивара Plzeňský Prazdroj у Плзењу, у Чешкој. Pilsner Urquell је било прво светло лагер пиво на свету,  а његова популарност је довела до распрострањеног копирања и назива пилс, пилснер или пилсенер.  Додаје му се Сааз хмељ, племенита сорта хмеља која је кључни елемент у његовом профилу укуса, а употребљава се мека вода.   Доступно је у алуминијумским лименкама и зеленим или браон боцама од 330 мл, 355 мл и 500 мл.
Скоро сво пиво се продаје филтрирано, али мале количине су доступне нефилтриране, у Чешкој Републици и, у веома ограниченим количинама, у Немачкој, Уједињеном Краљевству,   Сједињеним Државама,  Шведској,  Мађарској, Словачкој и Аустрији. Последњих година, непастеризована верзија пива постаје све доступнија.

## Историја
Pilsner Urquell је био први бледи лагер, а његове копије често користе назив пилснер. Одликује се својом златном бојом и бистрином и био је изузетно успешан: девет од десет пива које се производи и конзумира у свету су бледи лагери на бази Pilsner Urquell-а. Немачки назив усвојен је као заштитни знак 1898. године. 
До 1839. већина пива у Чешкој било је тамно и максимално ферментисано. Међутим, лагери са ниском ферментацијом добијали су на популарности. Људи у Плзењу су више волели увозна јефтинија слабије ферментисана пива од локалног врхунски ферментисаног пива.  Грађани Плзења уложили су у нову, најсавременију пивару, Měšťanský pivovar, и ангажовали Јосефа Грола, баварског пивара, да направи пиво ниског врења. 5. октобра 1842. Грол је припремио нову основу, а 11. новембра 1842. ново пиво је први пут послужено на пијаци Светог Мартина. 
Пивара је регистровала назив Pilsner Bier B. B. 1859.  Године 1898. регистровали су и називе Original Pilsner Bier 1842, Plzeňský pramen, Prapramen, Měšťanské Plzeňské, Plzeňský pravý zdroj и коначно Pilsner Urquell и Plzeňský Prazdroj, који су данас у употреби.

Pilsner Urquell се данас прави искључиво у пивари у Плзењу. Прављено је између 2002. и 2011. у Тихи у Пољској  и између 2004. и 2017. у Калуги у Русији. 
- Кригла Pilsner Urquell-а
- Pilsner Urquell флаша од 330 мл